# Juniperus pinchotii
Juniperus pinchotii är en cypressväxtart som beskrevs av George Bishop Sudworth. Juniperus pinchotii ingår i släktet enar, och familjen cypressväxter. Inga underarter finns listade i Catalogue of Life.

## Bildgalleri

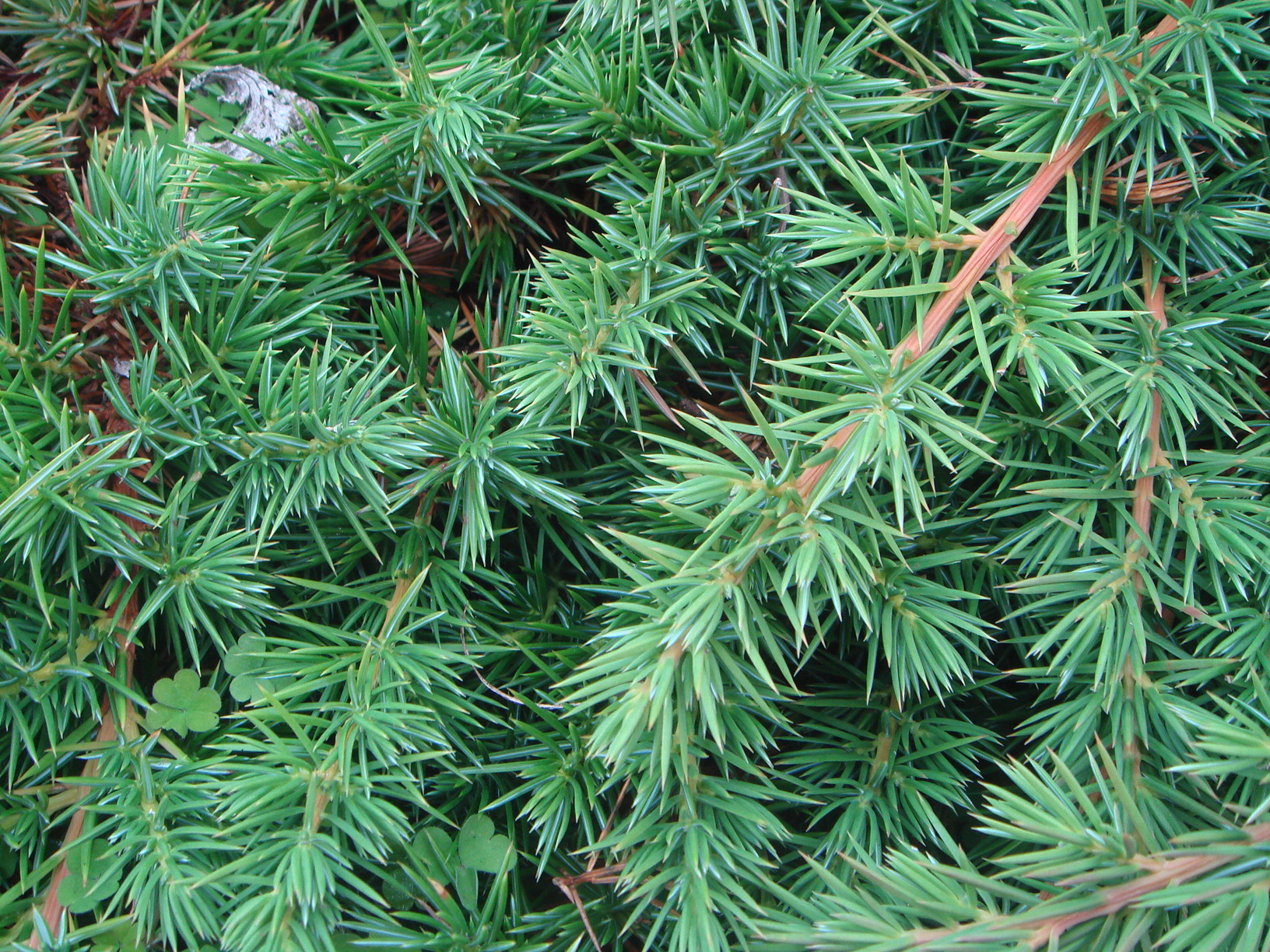